# Censura de Internet en Marruecos
La censura de Internet en Marruecos fue catalogada como selectiva en las áreas sociales, de conflicto/seguridad y de herramientas de Internet y como no evidenciada en el área política por la Iniciativa OpenNet (ONI) en agosto de 2009. Freedom House enumeró el Internet Freedom Status [estado de la libertad en Internet] de Marruecos como «parcialmente libre» en su informe Freedom on the Net [Libertad en la red] de 2018.

## Situación en elsigloXXI
En su informe Freedom on the Net 2013 [Libertad en la red 2013], Freedom House informa que entre mayo de 2012 y abril de 2013:
- Se levantó el filtrado de numerosos sitios web y herramientas en línea cuando el gobierno introdujo medidas liberalizadoras para contrarrestar el creciente descontento acentuado por los acontecimientos de la Primavera Árabe;
- Las leyes restrictivas de prensa y de seguridad nacional aplicadas a los sitios de medios en línea conducen a la autocensura.
- Varios usuarios en línea fueron arrestados por comentarios y videos publicados en Facebook, YouTube y blogs.

En 2009, el acceso a Internet en Marruecos era, en su mayor parte, abierto y sin restricciones. El régimen de filtración de Internet de Marruecos fue relativamente ligero y se centró en unos pocos sitios de blogs, unos pocos anonimizadores muy visibles y, durante un breve período en mayo de 2007, el sitio web para compartir vídeos YouTube. Las pruebas realizadas por la OpenNet Initiative revelaron que Marruecos ya no filtra la mayoría de los sitios favorables a la independencia del Sáhara Occidental, que anteriormente estaban bloqueados. El régimen de filtración no es exhaustivo, es decir, se pueden encontrar contenidos similares en otros sitios web que no están bloqueados. Por otro lado, Marruecos ha comenzado a procesar a usuarios de Internet y blogueros por sus actividades y escritos en línea.

## Causas de la censura
Como no ha habido decisiones judiciales, sólo se puede especular sobre las razones por las que se bloquean los sitios. Sin embargo, surgen algunos patrones y parece que los sitios bloqueados están a menudo relacionados con el movimiento Polisario que reclama la independencia del Sáhara Occidental, con extremistas islamistas y fundamentalistas, con información no oficial o subversiva sobre el rey Mohammed VI, como vídeos paródicos en YouTube. Marruecos también bloqueó algunos sitios que facilitan la elusión de la censura en Internet.

## Google Earth, Skype y YouTube
Cuando se publicaron en YouTube vídeos considerados ofensivos para el rey, Maroc Telecom decidió prohibir el sitio, sin basar su acción en una decisión judicial. Esto provocó un inmenso revuelo entre la blogósfera marroquí (también llamada Blogoma o Blogma) y los internautas marroquíes, así como entre la prensa escrita, ya que el sitio era inmensamente popular. Unos días después, Maroc Telecom levantó la prohibición. La reacción del público fue uno de los acontecimientos fundacionales de la conciencia y de la lucha contra la censura de Internet en Marruecos.

## Caso de francotirador Tarquist
Una persona anónima que se hace llamar «Francotirador Targuist» de Targuist, una pequeña ciudad bereber en el norte de Marruecos, publicó varios vídeos de buena calidad en YouTube que mostraban a agentes de policía marroquíes, uno tras otro, aceptando sobornos en efectivo de camioneros y posibles contrabandistas. Los vídeos generaron un amplio debate en la prensa y discusiones en Internet, pero nunca fueron mencionados en los medios estatales. Muchos los veían como una nueva forma de ciberactivismo para luchar contra la corrupción generalizada en las instituciones gubernamentales. Los vídeos provocaron la detención de nueve policías corruptos y el traslado de otros.

## Caso Fouad Mourtada
Fouad Mourtada, un ingeniero marroquí, fue condenado por un tribunal de Casablanca a tres años de prisión por crear un perfil falso del hermano del rey en Facebook. Fue declarado culpable el 23 de febrero de 2008 por «prácticas malvadas relacionadas con el presunto robo» de la identidad del príncipe Moulay Rachid. Fouad fue condenado a 3 años de cárcel más una multa de 10 000 dírhams marroquíes. La tarde del 18 de marzo de 2008, Fouad fue puesto en libertad gracias a un indulto real después de pasar 43 días en prisión.

## Lakome
La plataforma de medios independientes Lakome.com estuvo bloqueada en Marruecos a partir del 17 de octubre de 2013. El editor de su versión árabe, Ali Anouzla, se encuentra en prisión preventiva desde el 17 de septiembre de 2013. Los administradores del sitio migraron la versión francesa a otro dominio, Lakome.info y lako.me, al que se pudo acceder brevemente el 18 de octubre, pero que luego fue bloqueada. Debido al bloqueo excesivo, algunos sitios web populares que utilizan alojamiento en la nube, como Heroku, Pinterest e Instagram, también fueron bloqueados brevemente. Según los informes, el bloqueo sólo afectó a Rabat.
El 19 de octubre, el sitio web francés Reflets.info también fue bloqueado después de informar sobre la censura. Más tarde ese mismo día, las autoridades marroquíes también bloquearon el proxy web gratuito hidemyass.com.
El 22 de octubre, Reporteros Sin Fronteras reprodujo el sitio web censurado en su nombre de dominio (Lakome.RSF.org). Además, dirigió un mensaje al ministro francés de Asuntos Exteriores, Laurent Fabius, pidiéndole que mencionara el caso de Anouzla en su reunión con su homólogo marroquí.

## Censura durante la Primavera Árabe

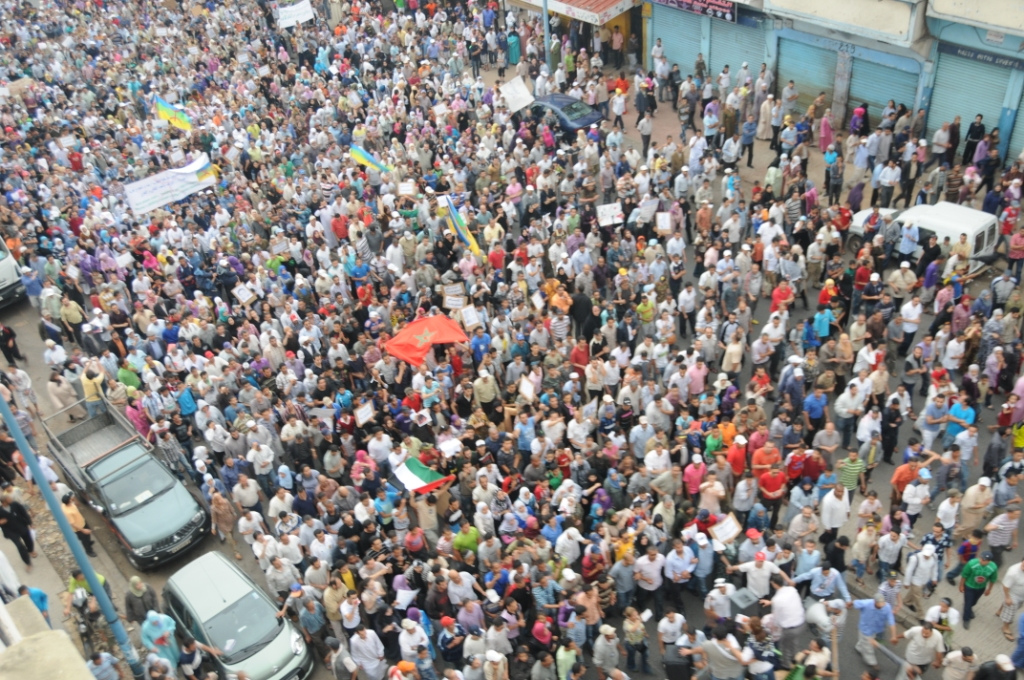
Protestas marroquíes de 2011

### 2011-2012: Primeros intentos en Marruecos
Uno de los principales objetivos de la Primavera Árabe en Marruecos fue la democratización, principalmente a través de la liberación y privatización de los medios de comunicación. Durante la Primavera Árabe, los manifestantes utilizaron las redes sociales para coordinar disturbios callejeros. A diferencia de otros países del Magreb, Marruecos sigue siendo una monarquía y tiene leyes relativamente más relajadas con respecto a las protestas callejeras. El gobierno había permitido con frecuencia protestas para permitir que los civiles se desahogaran y, por lo tanto, estaba mejor equipado para hacer frente a los disturbios. En lugar de intentar censurar Internet como lo hacían otros países, utilizaron Internet como una herramienta para observar y anticipar revueltas físicas, sabiendo que sería más difícil controlarlas sin ella. Marruecos se adaptó a una era electrónica cambiante mediante la creación y reforma de agencias estatales con reglas de vigilancia bastante flexibles. Varias comisiones formadas a finales de 1990 y principios de 2000 fueron modificadas para extender las regulaciones a Internet. Estas comisiones incluyen: la Agencia Nacional de Regulación de las Telecomunicaciones (ANRT) creada en 1998, la Alta Autoridad de Comunicaciones Audiovisuales (HACA) creada por real decreto en 2002, la Comisión Nacional de Control de la Protección de Datos Personales ( CNDP) en 2009, y la DGST. Si bien parecían defender los ideales de los medios de comunicación libres, la estructura interna en la que una persona designada ostenta el poder se traduce en un poder polarizado hacia el rey, proporciona una puerta de entrada para la censura, la vigilancia y las violaciones de la libertad de expresión. En el pasado, el gobierno había sido expuesto por utilizar Eagle, una empresa de vigilancia francesa, para vigilar la actividad individual en Internet y permitir un seguimiento masivo. Cualquiera que intentara exponer la vigilancia en Internet fue arrestado. La mayoría de los arrestos se realizaron bajo falsos pretextos de «adulterio» y luego se publicaron en los titulares para arruinar la reputación del individuo.
En 2012 se presentó un proyecto de ley llamado Códe Numérique [Córigo informático], que restringiría los derechos en línea y cedería poder al gobierno con directrices vagas. En 2013, se publicó la estrategia 2013 «Maroc Numeric» del programa Magreb Digital para reforzar esta legislación, pero se abandonó poco después debido a la reacción, expresada principalmente en las redes sociales. Según la EEF, «la estrategia de las autoridades marroquíes ha sido ‹vigilar› Internet y, a menudo, intimidar y humillar a quienes critican al régimen, en lugar de censurar». A diferencia de la censura de civiles a través de las redes sociales, el gobierno tomó varias medidas para regular la cobertura mediática de lo que estaba sucediendo en el terreno mediante la extorsión a los periodistas. Uno de los acontecimientos más prolíficos supuso la condena a Rachid Nini, productor ejecutivo y fundador de Al Massae, publicación independiente, a un año de prisión por «comprometer la seguridad nacional» en un artículo de opinión.
El poder judicial también ha atacado a varios otros periódicos. En 2009, Al-Jarida al-Oula, Al-Michaal, Le Journal Hebdomadaire y Akhbar al-Youm fueron reprimidos por el gobierno. El editor Driss Chahtan fue condenado a un año de prisión por «publicar intencionadamente información falsa». En 2010, Akhbar al-Youm y Le Journal fueron atacados y Al-Massae en 2011. La ley marroquí estipula que la vigilancia puede utilizarse cuando el poder judicial así lo solicite, pero no define cuándo es necesaria o aplicable. El gobierno utiliza el poder judicial para autorizar arrestos manipulando este poder débil:

«El poder judicial es muy débil y está fuertemente influenciado por el Ministerio del Interior», dijo al CPJ Taoufik Bouachrine, editor del diario prohibido Akhbar al-Youm. «La situación de la libertad de prensa seguirá deteriorándose a menos que el rey decida pasar esta página sombría».

La constitución marroquí promete proteger los derechos de libre expresión, pero su espectro queda vago. En varias entrevistas, ciudadanos marroquíes afirman que la Constitución no es una realidad; lo que está escrito en realidad no se cumple, lo que le da al Rey más poder. También significó que la democratización constitucional prometida por el Rey en 2011 tuviera una base muy débil. Esto ha permitido al gobierno mantener una fachada pública de que está autorizando protestas y libertad de expresión, al tiempo que censura opiniones individuales. Además, no hay referencias directas en la constitución sobre cómo se debe manejar la censura en línea o virtualmente.

Todos tienen derecho a expresar y difundir libremente y dentro de los límites expresamente previstos por la ley, informaciones, ideas y opiniones.
Constitución de Marruecos de 2011

Los líderes de la sociedad civil descubrieron que los servicios de seguridad del Estado eran notablemente más reacios a atacar a los manifestantes precisamente porque la mayoría de los manifestantes tenían cámaras de teléfonos móviles. Parece que la mayoría de los esfuerzos se hacen para impedir el reconocimiento internacional de la actividad gubernamental.

#### Caso Mafakinch
Mamfakinch es un colectivo mediático creado a principios de febrero de 2011, al inicio de la Primavera Marroquí. Marcó la llegada del primer medio de comunicación ciudadano independiente al país, que rápidamente ganó notoriedad por su cobertura de la revolución. A diferencia de sus predecesores, como Talk Morrocco [Habla Marruecos], este sitio logró atraer más atención al publicar en varios idiomas y ser el único medio de comunicación ciudadano, o una voz del pueblo. El sitio web exponía a la comunidad internacional lo que estaba sucediendo en Marruecos, lo que la monarquía más intentaba ocultar. El 10 de marzo, después del discurso del Rey prometiendo una reforma constitucional, Mamfakinch publicó un análisis crítico junto con el anuncio de que seguía protestando porque no creía que se pudiera producir un cambio real desde arriba. Mamfakinch desempeñó un papel especialmente importante en la comunidad internacional al representar los verdaderos valores civiles marroquíes, particularmente mientras los comentaristas occidentales elogiaban la respuesta del Rey. Las agencias gubernamentales antes mencionadas responsables de la vigilancia de Internet dirigieron sus esfuerzos hacia Mamfakinch. El 13 de julio de 2012, en el apogeo de su reconocimiento internacional, los miembros de Mamfakinch, sin saberlo, otorgaron al gobierno acceso a sus computadoras a través de un correo electrónico cifrado. Esto permitió el acceso al micrófono, la cámara web y el teclado. Después de que Mamfakinch publicara esta historia, atrajo aún más atención internacional. La historia fue cubierta por medios de comunicación estadounidenses y europeos y provocó una investigación de vigilancia por parte de la empresa británica Privacy International La empresa fue luego demandada por el gobierno marroquí, que simultáneamente apuntó a reporteros individuales de Mamfakinch.

### 2013-presente: Intentos posteriores de rebelión
En 2013, Ali Anouzla, editor de Lakome, fue encarcelado por informar sobre el extremismo. Según la Brookings Institution, muchas personas «han sido procesadas y encarceladas durante la última década por expresar sus opiniones en Internet». En 2016 se produjo una segunda ola de levantamientos tras la muerte de Mouhcine Fikri y, después de presenciar revoluciones exitosas en los países vecinos, el gobierno aumentó notablemente todas las formas de represión; se impusieron más restricciones a la expresión mediante una mayor seguridad y censura en Internet. La censura se extendió a la televisión: los canales fueron vigilados y se organizaron o prohibieron por completo amplios debates sobre política.